# Stoke St. Milborough
Stoke St. Milborough – wieś w Anglii, w hrabstwie Shropshire. Leży 32 km na południe od miasta Shrewsbury i 201 km na północny zachód od Londynu.